# UCI Africa Tour 2021
Die UCI Africa Tour 2021 war die 17. Austragung einer Serie von Straßenradrennen auf dem afrikanischen Kontinent, die zwischen dem 18. November 2021 und dem 10. Oktober 2021 stattfand. Die UCI Africa Tour ist Teil der UCI Continental Circuits und liegt von ihrer Wertigkeit unterhalb der UCI ProSeries und der UCI WorldTour.
Die Rennserie umfasste 4 Etappenrennen, die in die UCI-Kategorien eingeteilt wurden.
Die Gesamtwertung für Fahrer, Teams und Nationen basierte nicht auf den Ergebnissen der UCI Africa Tour-Rennen, sondern auf den Punkten der UCI-Weltrangliste (Abschlusswertung am 31. Oktober). In die Wertung kamen jedoch nur Fahrer und Teams der Nationen des afrikanischen Kontinents. Folglich war es möglich die UCI Africa Tour zu gewinnen, ohne an einem ihrer Rennen teilgenommen zu haben. Die Teamwertung, die sich aus den Ergebnissen der 10 besten Fahrer ergab, war UCI ProTeams und UCI Continental Teams vorbehalten. UCI WorldTeams waren von der Teamwertung ausgeschlossen. Für die Nationenwertung wurden die Ergebnisse der besten 8 Fahrer herangezogen.

## Rennen
Im Rahmen der UCI Africa Tour 2021 fanden 4 Rennen statt.
| Datum                   | Land | Rennen                                            | Klasse | Sieger             | Team                 |
| ----------------------- | ---- | ------------------------------------------------- | ------ | ------------------ | -------------------- |
| 18. – 22. November 2020 | CMR  | Grand Prix Chantal Biya                           | 2.2    | Moïse Mugisha      | Ruanda National Team |
| 2. – 9. Mai 2021        | RWA  | Tour du Rwanda                                    | 2.1    | Cristián Rodríguez | Total Direct Énergie |
| 19. – 23. Mai 2021      | RSA  | Tour of Limpopo                                   | 2.2    | abgesagt           | abgesagt             |
| 27. Mai 2021            | MAR  | Challenge du Prince – Trophée Princier            | 1.2    | abgesagt           | abgesagt             |
| 29. Mai – 6. Juni 2021  | CMR  | Tour du Cameroun                                  | 2.2    | Clovis Kamzong     | SNH Vélo Club        |
| 29. Mai 2021            | MAR  | Challenge du Prince – Trophée de l’Anniversaire   | 1.2    | abgesagt           | abgesagt             |
| 30. Mai 2021            | MAR  | Challenge du Prince – Trophée de la Maison Royale | 1.2    | abgesagt           | abgesagt             |
| 4. Juni 2021            | ALG  | Grand Prix International de la Ville d’Alger      | 1.2    | abgesagt           | abgesagt             |
| 5. – 11. Juni 2021      | ALG  | Tour d’Algérie de Cyclisme                        | 2.2    | abgesagt           | abgesagt             |
| 12. – 13. Juni 2021     | MAW  | Tour de Malawi                                    | 2.2    | abgesagt           | abgesagt             |
| 6. September 2021       | ALG  | Coupe d’Afrique sur Route – ME – TTT              | 1.2    | abgesagt           | abgesagt             |
| 7. September 2021       | ALG  | Coupe d’Afrique sur Route – ME – ITT              | 1.2    | abgesagt           | abgesagt             |
| 11. September 2021      | ALG  | Coupe d’Afrique sur Route ME – IRR                | 1.2    | abgesagt           | abgesagt             |
| 6. - 10. Oktober 2021   | CMR  | Grand Prix Chantal Biya                           | 2.2    | Lukáš Kubiš        | Dukla Banská Bytrica |

## Gesamtwertung
| Platz | Fahrer         | Nation    | Team                               | Punkte |
| ----- | -------------- | --------- | ---------------------------------- | ------ |
| 1.    | Biniam Girmay  | Eritrea   | Intermarché-Wanty-Gobert Matériaux | 746    |
| 2.    | Ryan Gibbons   | Südafrika | UAE Team Emirates                  | 730,66 |
| 3.    | Kent Main      | Südafrika | ProTouch                           | 329.66 |
| 4.    | Merhawi Kudus  | Eritrea   | Astana-Premier Tech                | 293    |
| 5.    | Azzedine Lagab | Algerien  | Bike Aid                           | 229    |

| Platz | Team                        | Nation    | Punkte |
| ----- | --------------------------- | --------- | ------ |
| 1.    | ProTouch                    | Südafrika | 459,32 |
| 2.    | Skol Adrien Cycling Academy | Ruanda    | 156.65 |
| 3.    | Sidi Ali–Kinetik Sports     | Marokko   | 108    |
| 4.    | Benediction Ignite          | Ruanda    | 86     |

| Platz | Nation    | Punkte  |
| ----- | --------- | ------- |
| 1.    | Südafrika | 1983,32 |
| 2.    | Eritrea   | 1774    |
| 3.    | Algerien  | 826     |
| 4.    | Ruanda    | 322,31  |
| 5.    | Namibia   | 315     |